# La bella addormentata nel bosco (opera)
La bella addormentata nel bosco P 134 è un'opera di Ottorino Respighi su libretto di Gianni Bistolfi. Fu rappresentata per la prima volta al Teatro Odescalchi di Roma 13 aprile 1922. Tra gli interpreti il soprano Cisse Vaugham ed il mezzosoprano Evelina Levi. Quest'opera era stata composta espressamente per il Teatro dei Piccoli di Vittorio Podrecca, nel quale lo spettacolo era interpretato da marionette ma era accompagnato da orchestra e i cantanti. Il successo fu completo, tanto che lo spettacolo venne «giudicato un vero gioiello d'arte» e il compositore «venne ripetutamente chiamato alla ribalta».
Una versione riveduta andò in scena nel 1934 a Torino, col titolo La bella dormente nel bosco. Tra gli interpreti Graziella Gazzera Valle (Principessa), Magda Piccarolo (Usignolo e Fata azzurra), Angelina Rossetti (Fuso, Duchessa e Gatto), Maria Benedetti (Vecchietta, Regina e Cuculo), Vincenzo Capponi (Buffone e Principe) ed Egisto Busacchi (Ambasciatore, Re e Boscaiolo). 
Un'ulteriore revisione postuma, a cura di Gian Luca Tocchi e della vedova di Respighi, Elsa, fu rappresentata nel 1967 a Torino.

## Organico orchestrale
Flauto, oboe, clarinetto, fagotto, corno, tromba, trombone, triangoli. Tamburo, piatti, campana, campanelli, celesta, clavicembalo, archi

## Discografia
- 1994 - Richard Haan (Re, Boscaiolo), Denisa Slepkovská (Regina, Duchessa), Jana Valásková (Principessa), Guillermo Dominguez (Principe), Adriana Kohutková (Fata azzurra, Usignolo), Ivana Czaková (Vecchietta, Fata Verde), Dagmar Pecková (Cuculo, Gatto), Henrietta Lednárová (Rana), Igor Pasek (Giullare), Henrietta Lednárová (Fuso), Ján Durco (Ambasciatore), Adriano (Mr Dollar Chèques), Karol Bernáth (Medico I), Marián Smolárik (Medico II), Stanislav Benacka (Medico III), Anton Kurnava (Medico IV). Orchestra sinfonica della radio slovacca e Coro filarmonico slovacco. Direttore Adriano. Marco Polo 8.223742[5]